# 曹驩
曹驩（1983年11月25日—），是一名中国足球运动员，司职后卫，效力于湖南湘涛。
2002年曹驩被国际队教练吴兵、姚俊从上海私立足球学校中选入上海国际青年队，次年即进入一线队名单。在球队迁到陕西后曹驩一直効力到2010年。
2011年曹驩被租借至中甲球队湖南湘涛並于2012年正式完成转会。